# Eberhard von der Decken
Ludwig Eberhard von der Decken (* 4. Mai 1812 in Kahlenberg bei Wismar; † 14. März 1871 in Heidelberg) war ein hannoverischer Oberst und später preußischer Generalmajor.

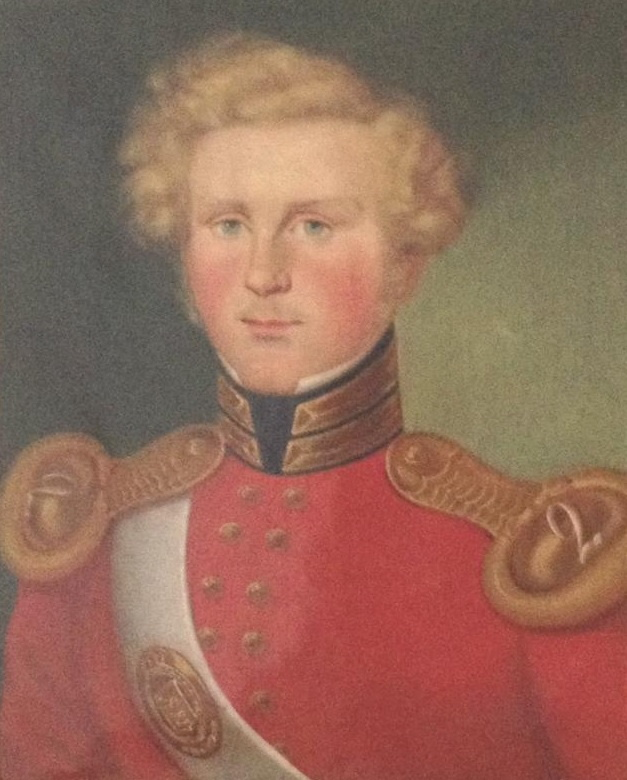
Eberhard von der Decken

## Leben

### Herkunft
Eberhard war ein Sohn des dänischen Leutnants a. D. und Herrn auf Kahlenberg, Ludwig von der Decken (1771–1812) und dessen Ehefrau Johanna Henriette, geborene Wegener (1780–1841).

### Werdegang
Decken trat am 1. April 1828 als Kadett in das 6. Infanterie-Regiment der hannoverschen Armee ein und wurde Ende Mai 1828 als Sekondeleutnant in das 2. Infanterie-Regiment versetzt. Von 1829 bis 1831 war er zur weiteren Ausbildung an die Militärschule und 1834/35 zur Generalstabsakademie nach Hannover kommandiert. Im Anschluss daran erfolgte am 1. Mai 1835 seine Ernennung zum Generalstabsoffizier II. Klasse. Im Herbst 1836 wurde er als Beobachter zu den Manövern des preußischen IV. Armee-Korps kommandiert und war 1837/42 bei der topographischen Landvermessung tätig. Decken avancierte Ende März 1842 zum Premierleutnant und war vom 3. März 1843 bis 14. Juni 1848 Adjutant der 3. Infanterie-Brigade. Anschließend kehrte er unter Beförderung zum Hauptmann als Kompaniechef in den Truppendienst zurück. In dieser Stellung nahm Decken 1848 an der Niederschlagung von revolutionären Unruhen in Altenburg teil.
Vom 1. April bis zum 30. September 1849 war Decken persönlicher Adjutant von Generalmajor Wynecken, dem Kommandeur der mobilen Brigade in Schleswig, die aus hannoverschen und sächsischen Truppen bestand. Während des Feldzuges gegen Dänemark nahm er an den Kämpfen bei Ulderup und Düppel, wofür er mit dem Ritterkreuz des Guelphen-Ordens ausgezeichnet wurde.
Am 27. Mai 1850 kam er als Kompaniechef in das 5. Infanterie-Regiment und stieg bis Mitte Mai 1860 zum Oberstleutnant auf. Am 27. Mai 1862 wurde zum Kommandeur des 1. Jäger-Bataillon ernannt und am 14. Juni 1866 zum Oberst befördert. Während des Deutschen Krieges kämpfte er bei Schlacht bei Langensalza, wo die hannoverische Armee einen Pyrrhussieg gegen die Preußen erkämpften. Nach dem verlorenen Krieg und der folgenden Annexion Hannovers wechselte Decken am 1. April 1867 in die Preußische Armee und wurde als Oberst mit Patent vom 14. Juni 1866 im 4. Posenschen Infanterie-Regiment Nr. 59 angestellt. Am 1. Oktober 1867 beauftragte man ihn zunächst mit der Führung des 4. Pommerschen Infanterie-Regiments Nr. 21 und ernannte ihn am 21. November 1867 zum Kommandeur dieses Verbandes. Er erhielt am 11. September 1869 den Roten Adlerorden III. Klasse mit Schleife.
Bei der Mobilmachung anlässlich des Krieges gegen Frankreich wurde Decken am 18. Juli 1870 Kommandeur der mobilen 6. Infanterie-Brigade, mit der er als Vorhut an der Schlacht bei Gravelotte und der Belagerung von Metz teilnahm. Dafür erhielt er das Eiserne Kreuz II. Klasse. Während der Belagerung wurde er am 25. August 1870 vor Metz schwer verwundet. Decken wurde am 18. Januar 1871 zum Generalmajor befördert, bevor er am 14. März 1871 in Heidelberg seinen Verletzungen erlag.

### Familie

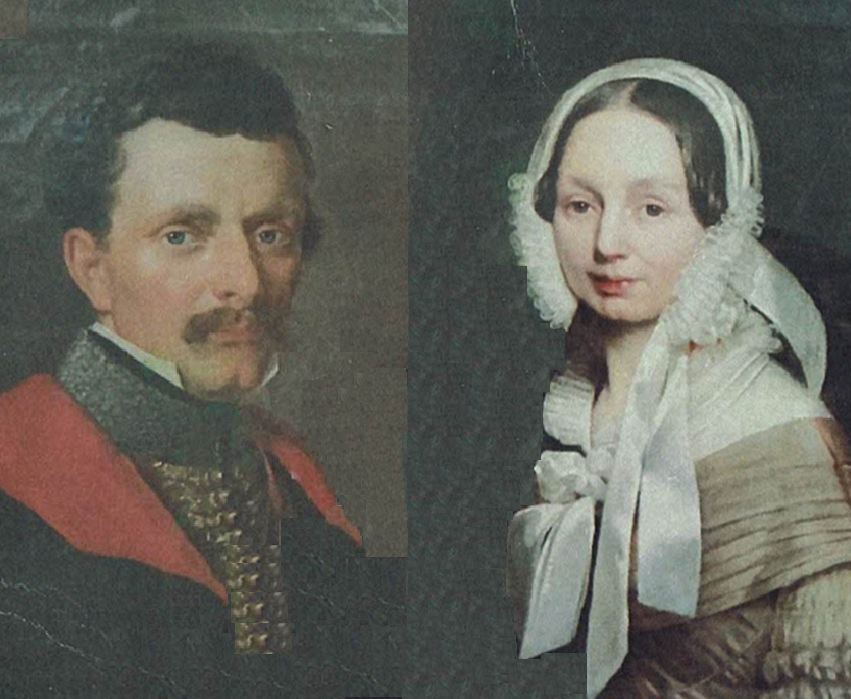
Eberhard von der Decken und seine Frau Ottilie v. Oertzen etwa 1865

Decken heiratete am 22. September 1852 in Neubrandenburg Ottilie von Oertzen (1830–1908). Das Paar hatte mehrere Kinder:
- Wilhelm (1853–1898), mecklenburgischer Kammerherr ⚭ 1883 Anna von Pentz (* 1862)
- Eberhard (1855–1897), preußischer Hauptmann ⚭ 1883 Margarethe von Schwerin (* 1856)
- Emil (1856–1942), preußischer Generalleutnant ⚭ 1884 Anna-Marie von Oertzen (1858–1905)
- Luise (* 1858) ⚭ 1883 Louis von der Decken (* 1858)[2]
- Ottilie (* 1862) ⚭ 1895 Carl Schmidt (1848–1912), Oberkirchenrat
- Friedrich (Fritz) (* 1864), kaiserlicher Geheimer Legationsrat ⚭ 1900 Annemarie von Müller (* 1877)
- Alverich (* 1868) ⚭ 1900 Elisabeth von Blücher (* 1879)